# Храм Всіх Святих (Херсон)
Храм Всіх Святих (інші назви: Всіхсвятська церква, Церква Всіх Святих) — єдиний православний храм, який не припиняв свою діяльність, заснований на території старого міського кладовища, вул. Пугачова, 1-а. На його фасаді охоронна меморіальна дошка, що сповіщає, будівля — пам'ятник архітектури ХІХ століття.

## Історія церкви
Церква розташована у центрі міста Херсона, для місцевих жителів відома як Цвинтарна, бо стоїть на території Херсонського некрополя — Петровського кладовища, одні з найдавніших поховань якого датують 80-ми роками XVIII століття (найдавнішою вважають могилу єромонаха Василія 1781 року). 

У 1792 році на міському кладовищі побудована невелика каплиця, у стінах якої відспівували померлих херсонців, воїнів, які віддали життя при захисті міста: іменитих та маловідомих, багатих та бідних.
Згодом місто стало губернським, влада ухвалила рішення про будівництво на кладовищі великого кам'яного храму.
У 1803 році у тиждень Всіх Святих освятили його престол, цей рік вважається роком народження храму.

Церкву будували з 1804 по 1808 рік та розширили у 70-ті роки ХІХ століття. У роки радянської влади Конституцією заявлено про відділення церкви від держави, але це не заважало владі грабувати церкви. У 1922 році всі золоті, позолочені та срібні предмети вилучили у громади церкви. Все це важило 2 пуди 2 фунти 80 золотників (33,94 кг). У цих цифрах не враховано історична та культурна цінність реліквій храму та предметів богослужіння, які для віруючих є святинями. Міська влада користувалася цим, допускала викуп їх у держави і парафіяни, скинувшись по копійці зі своїх мізерних доходів і заощаджень, викупали реліквії. 

У кінці грудня 1929 року храм онімів. Усі дзвони були зняті і переплавлені «для потреб індустріалізації».

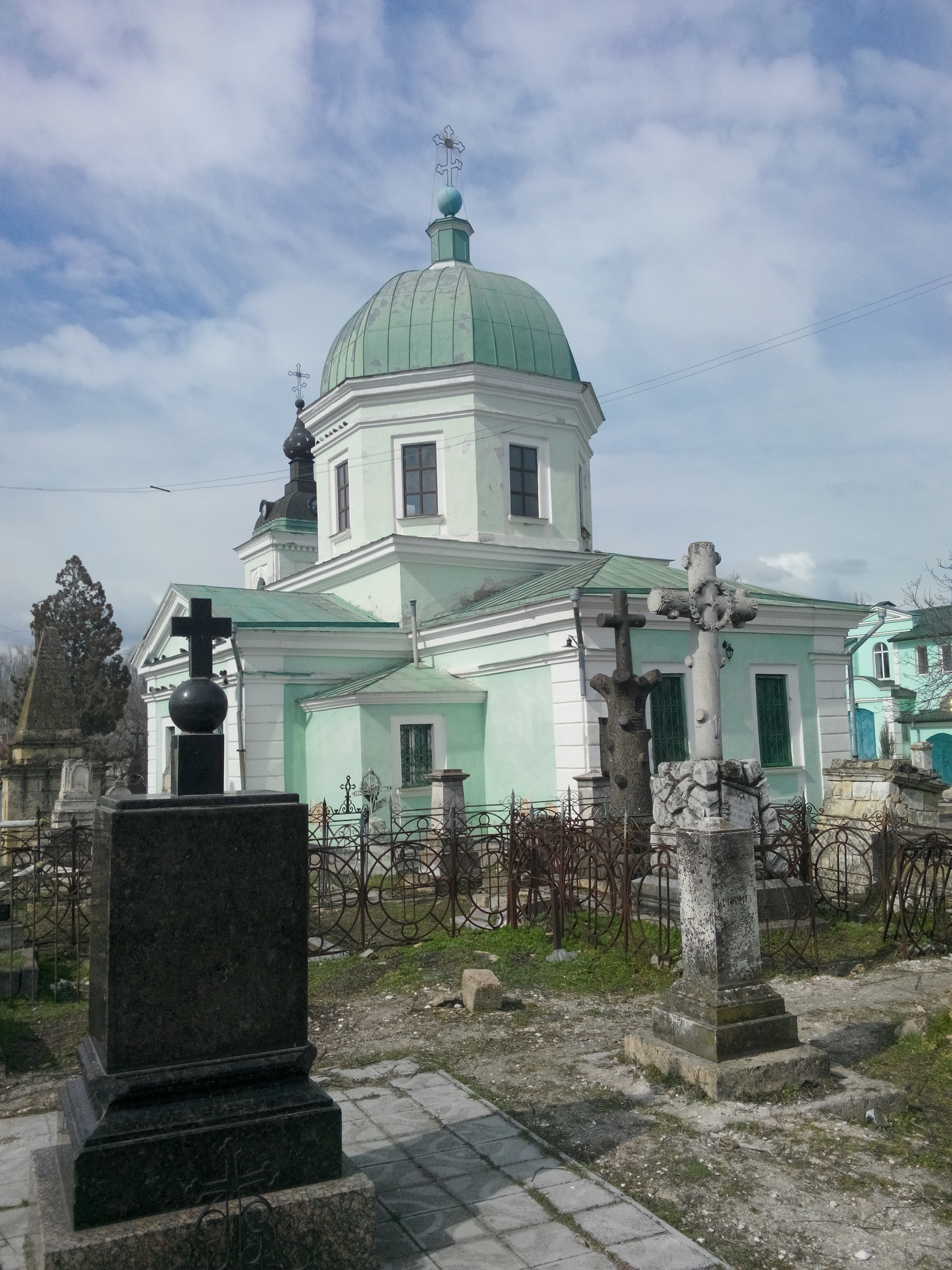

Петровське кладовище, на території якого знаходиться церква, є одним із найстаріших кладовищ Херсона. Тут ховали відомих людей міста, чиновників, учасників російсько-турецьких війн, воїнів як білої, так і червоної армії, петлюрівців, учасників повстання отамана Григор'єва 1919 року, воїнів Першої і Другої світових війн.
У 1883 році цвинтар для поховань офіційно закрили. Особливістю некрополя є відсутність територіального розмежування поховань за приналежністю до конфесій, більше того — збережена повага до солдат ворога. Поруч із братськими могилами захисників Севастополя є могили французів, які були їхніми противниками у Кримській війні.
Сьогодні кладовище переповнене і нерідко серед напівзруйнованих фігур у грецькому стилі, склепів й урн з прахом можна побачити залізобетонні надгробки з червоною зіркою замість хреста. Частина цвинтаря знаходиться під асфальтом — наслідки перебудов і відбудов Херсона.
З набуттям Україною незалежності церква змогла «вільно зітхнути» і знову знайти голос. У ній знову дзвонять дзвони, проведені реставраційні роботи.
З 1 жовтня 1999 року, за благословенням архієпископа Херсонського і Таврійського Іонафана, відкрилась недільна школа, яка складається з двох груп: старша та молодша (від 7 до 14 років).

## Архітектура
Храм Всіх Святих будували у 1804–1808 роках у стилі російського класицизму. Всередині зберігся автентичний різьблений дерев'яний іконостас та образи, які були виконані ярославськими іконописцями у XVIII столітті. У храмі зберігся чудотворний образ списаний з Касперівської Божої Матері.

## Настоятелі храму
За два століття настоятелями храму були багато священнослужителів, які служили Богові і людям: архієпископ Іннокентій Херсонський, протоієрей Леонід Гошкевич, диякон Василій Розанов.
Варто згадати про Якова Івановича Заміховського, випускника Херсонського духовного училища. Служив у різних парафіях Херсонської губернії, а після прибуття у Херсон став настоятелем церкви Всіх Святих. Ніколи не був ханжею, їздив на службу у храм на велосипеді. У 1932 році він розстріляний на підставі статті 54/10-11 КК УРСР (антирадянська агітація).
Священиком церкви був і Іван Георгійович Скадовський, дворянин, у минулому чиновник з особливих доручень генерал-губернатора, земський начальник Херсонського повіту. З 1929 по 1937 роки регулярно перебував під арештом та відбував терміни у в'язниці і таборах за антирадянську агітацію, а також створення домашніх церков. 24 серпня 1937 року отець Іоанн Скадовський разом з архієпископом Прокопієм заарештовані за звинуваченням у контрреволюційній монархічної агітації та організації нелегальної молитовні. Винними себе не визнали. 28 жовтня отримали вищу міру покарання — розстріл.
У 1996 році І. Г. Скадовський був зарахований до місцевошанованих святих, а в 2000 році на Ювілейному Архієрейському соборі Російської православної Церкви зарахований до лику святих новомучеників і сповідників Російських..
Вже більше сорока років настоятелем храму Всіх Святих є протоієрей Віталій Дорошко.

## Галерея

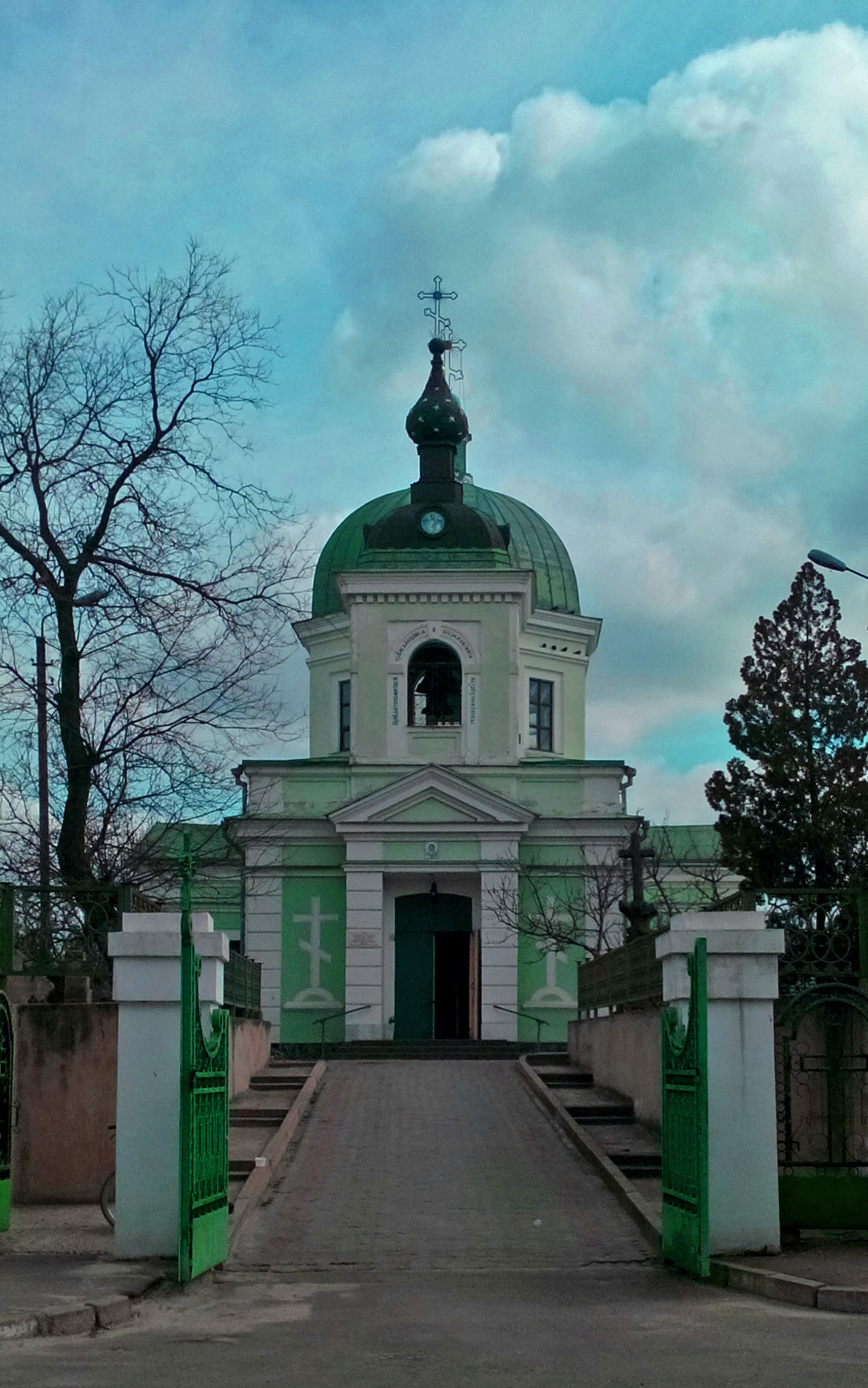
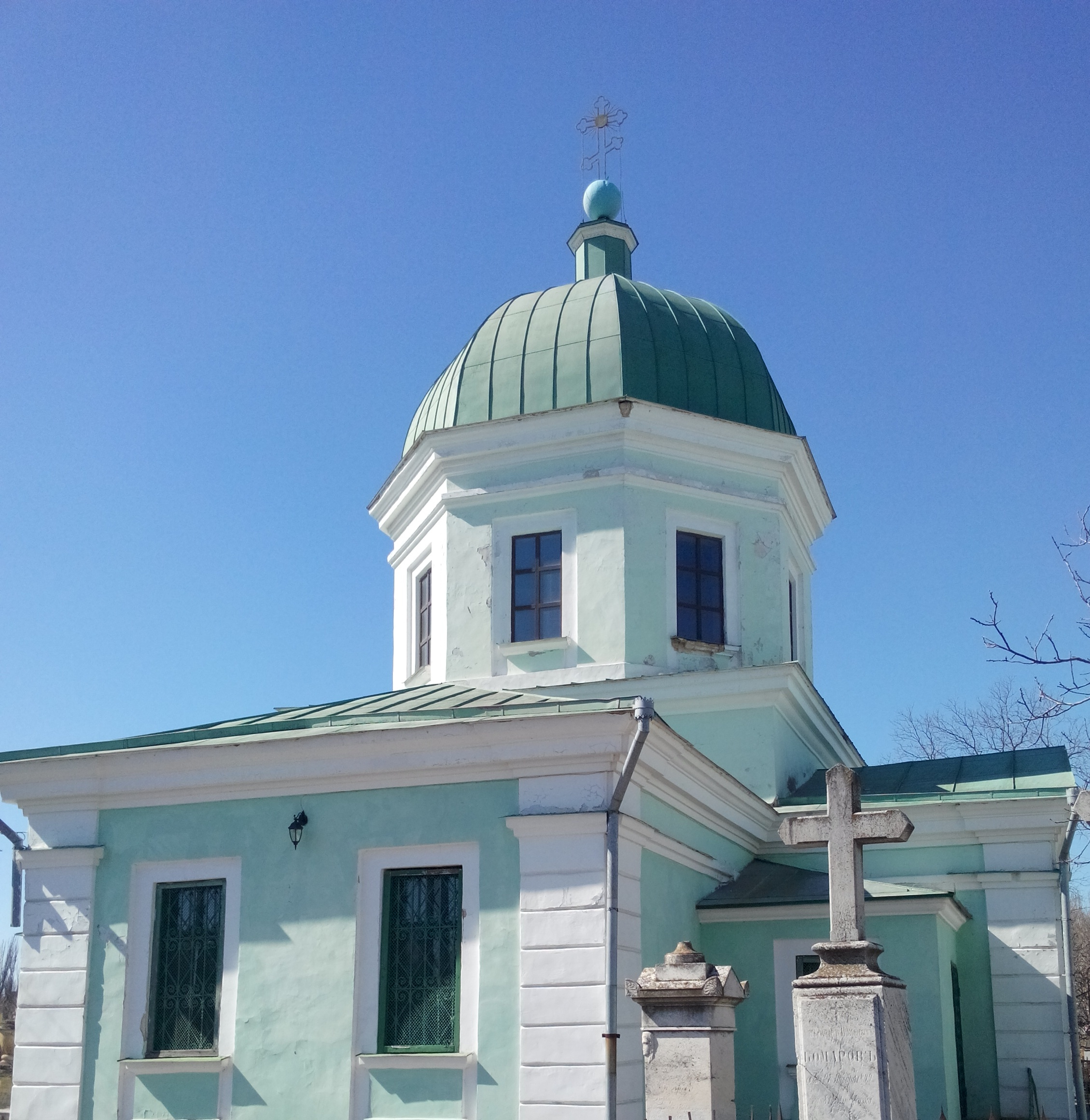
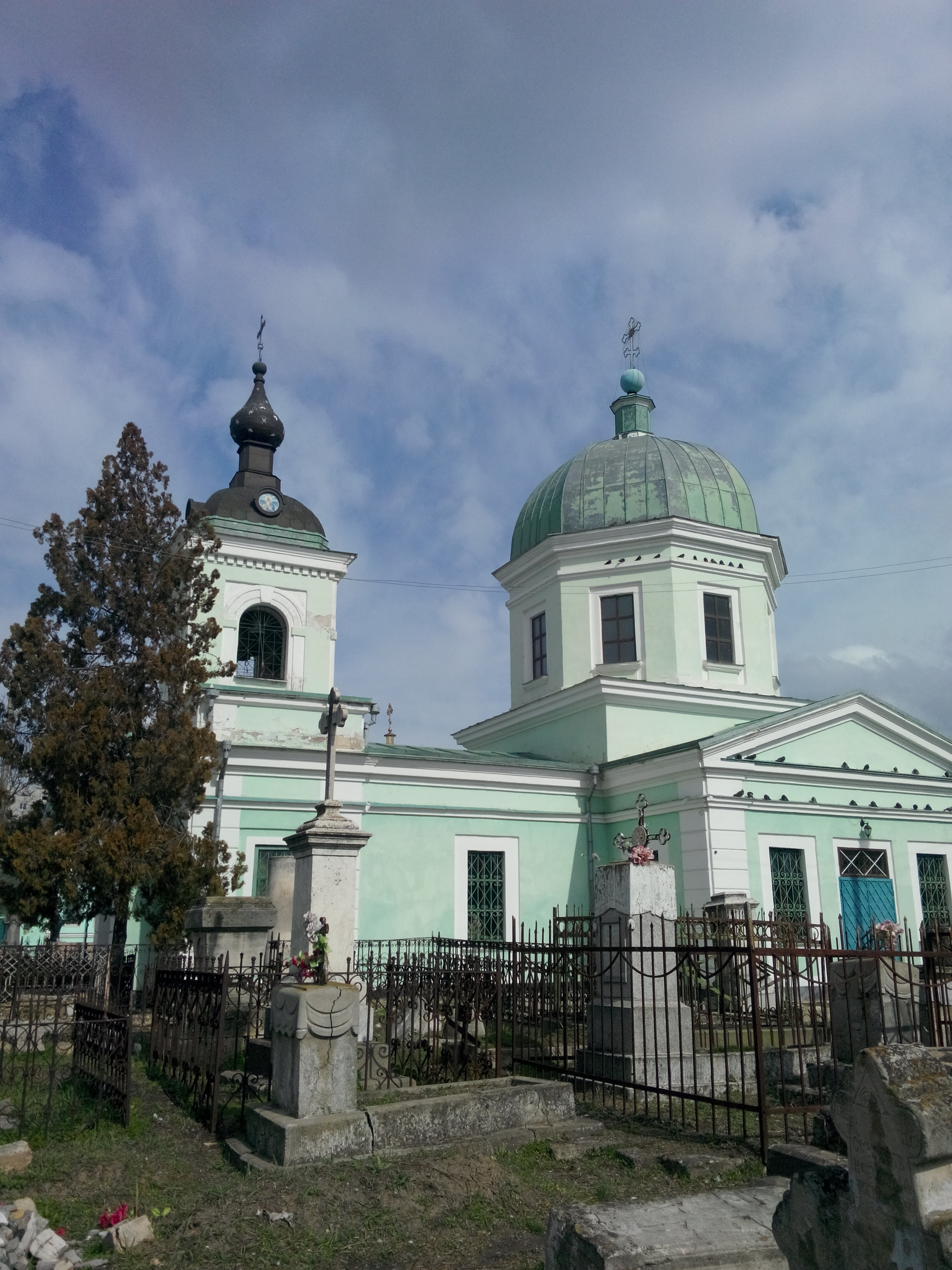
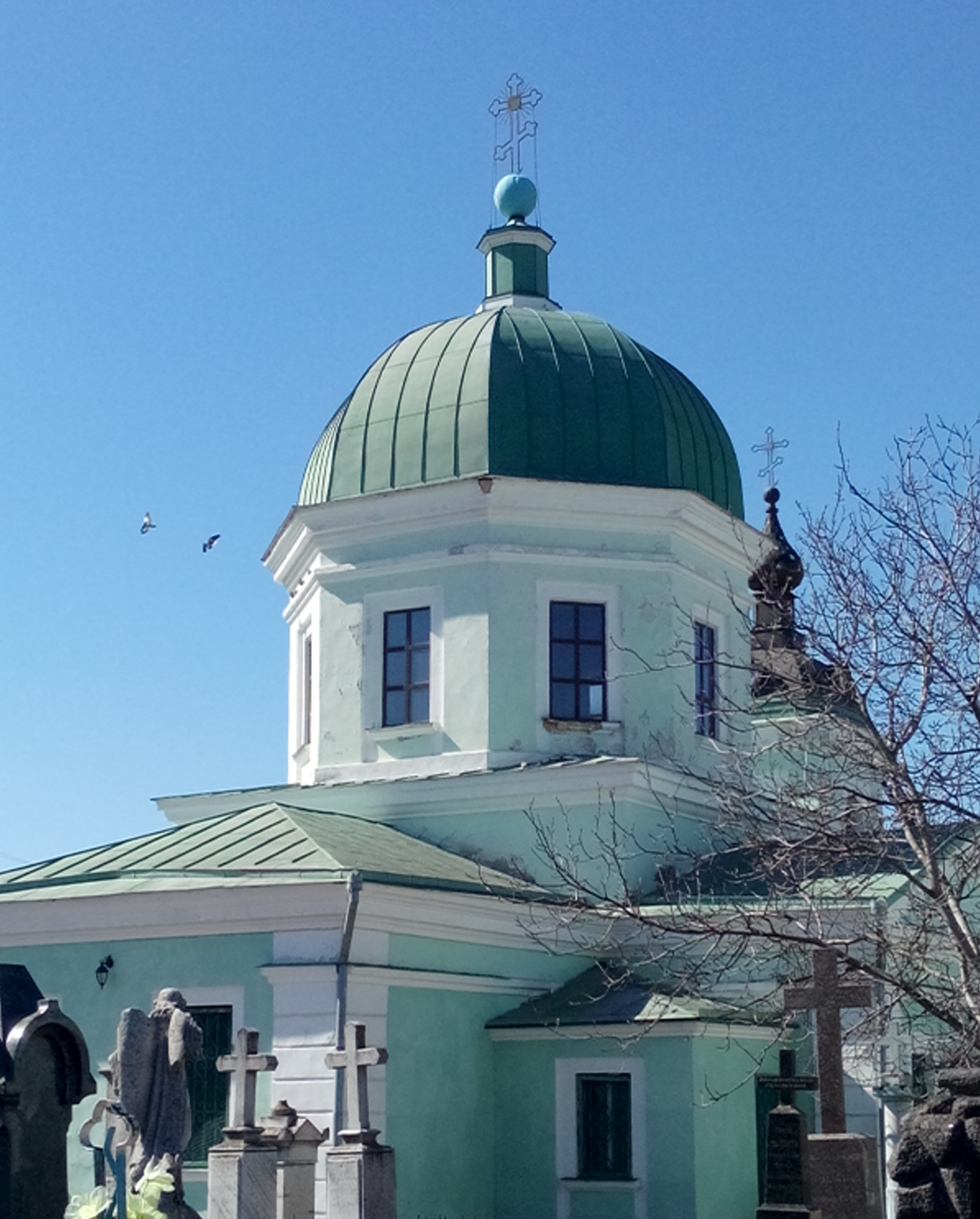
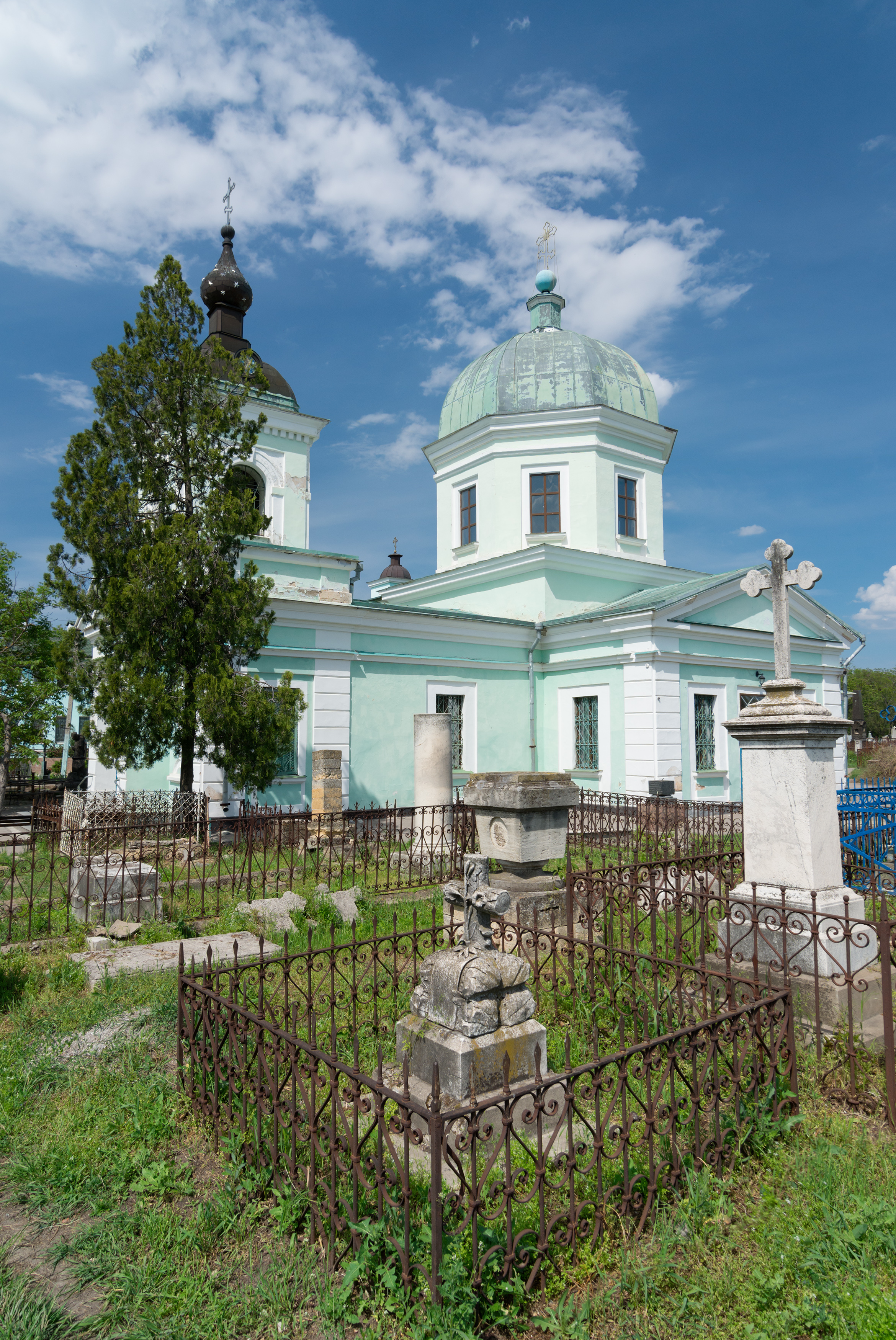